# Deopalpus ratzeburgi
Deopalpus ratzeburgi är en tvåvingeart som först beskrevs av Jaennicke 1867.  Deopalpus ratzeburgi ingår i släktet Deopalpus och familjen parasitflugor. Inga underarter finns listade i Catalogue of Life.